# Traité de libre-association

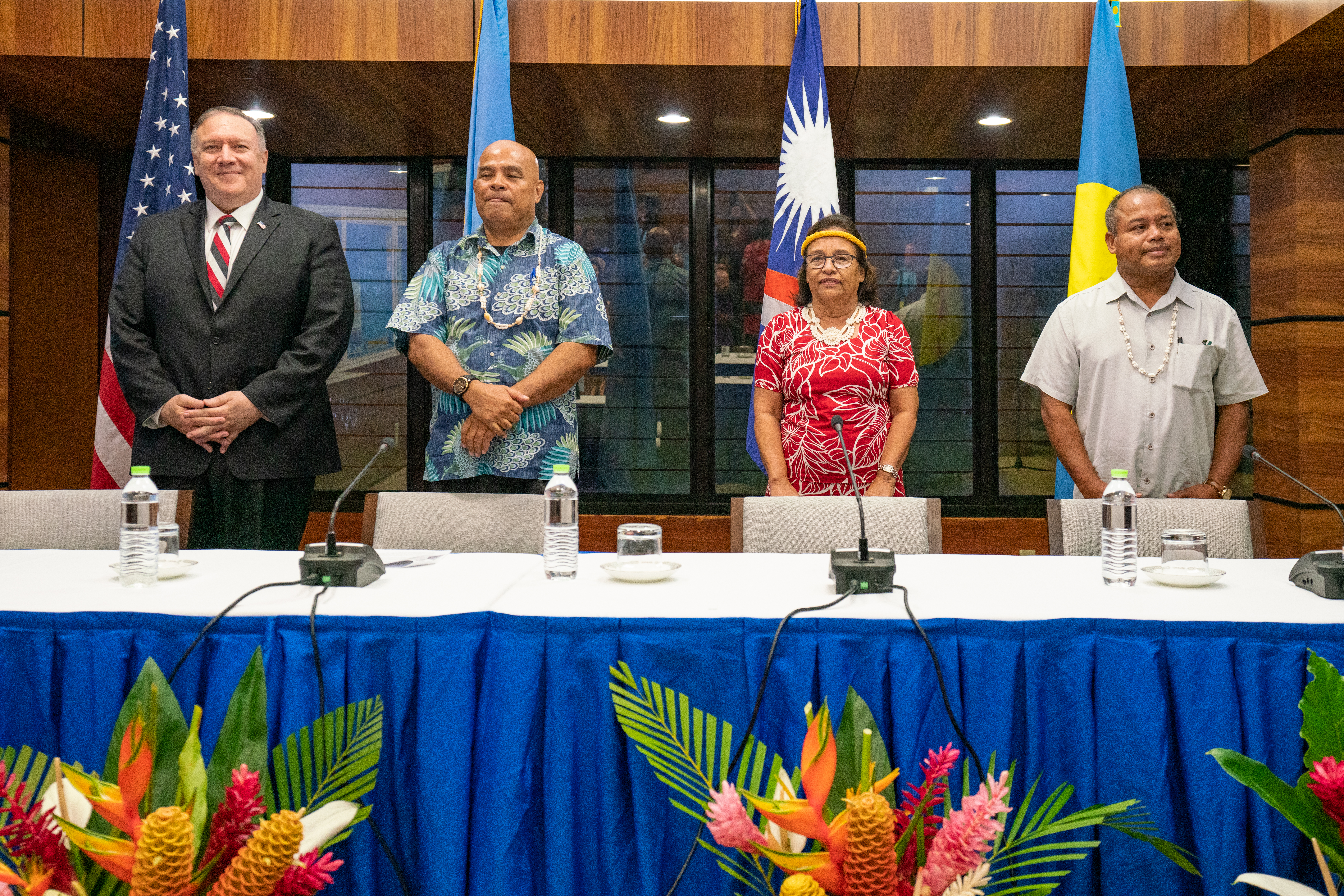
Le secrétaire d'État Américain Mike Pompeo lors d'une conférence de presse conjointe avec le président de la Micronésie, David Panuelo, la présidente des Îles Marshall, Hilda Heine, et le vice-président des Palaos, Raynold Oilouch, à Kolonia, dans les États fédérés de Micronésie, le 5 août 2019.

Le Traité de libre-association (en anglais : Compact of Free Association) est un accord international de 1986 qui règlemente les relations de libre association entre les États-Unis et trois États du Pacifique (Micronésie, Îles Marshall et Palaos), ces nations formant, avec les îles Mariannes du Nord, le Territoire sous tutelle des îles du Pacifique, un protectorat des Nations unies administré par la United States Navy de 1947 à 1951, puis par le département de l'Intérieur de 1951 à 1986 (1994 pour Palau).

## En 2023-2024
Les 22 et 23 mai 2023, les États-Unis signent avec les Palaos puis avec les États fédérés de Micronésie un renouveau de leurs traités respectifs de libre association. Ceux-ci font des États-Unis le garant de la défense de ces pays, et donnent aux forces militaires américaines un accès exclusif à leurs territoires, en échange d'aides américaines. Le gouvernement américain promet à cette occasion d'investir 7 100 000 000 US$ dans les États associés entre 2023 et 2043,.
En mars 2024, dans un contexte où la Chine redouble d'efforts pour étendre son influence dans le Pacifique, le traité de libre-association est renouvelé pour une période de vingt ans durant laquelle les États fédérés de Micronésie recevront 3,3 milliard de $, les îles Marshalls 2,3 milliard de $ et les Palais 889 millions de $.